# Kukričje
Kukričje je naseljeno mjesto u općini Bileća, Republika Srpska, Bosna i Hercegovina.

## Stanovništvo

### Popisi 1971. – 1991.
| Kukričje      |              |              |              |
| godina popisa | 1991.        | 1981.        | 1971.        |
| Srbi          | 37 (100,0 %) | 54 (100,0 %) | 74 (100,0 %) |
| ukupno        | 37           | 54           | 74           |

### Popis 2013.
| Kukričje      |              |
| godina popisa | 2013.        |
| Srbi          | 20 (100,0 %) |
| ukupno        | 20           |

## Vanjske poveznice
- Službene mrežne stranice općine Bileća